# Chiesa di Santa Maria di Costantinopoli (Ischia)
La chiesa di Santa Maria di Costantinopoli è una chiesa di Ischia, situata nella località di Ischia Ponte: è sede dell'arciconfraternita di Santa Maria di Costantinopoli.

## Storia e descrizione
L'arciconfraternita di Santa Maria di Costantinopoli venne fondata nel 1613 da alcuni artigiani del luogo, i quali si erano separati dalla confraternita dei marinai e dei pescatori che aveva sede nella vicina cappella di Santa Sofia, divenuta poi chiesa dello Spirito Santo: fu proprio addossata a questa chiesa, di fronte alla cattedrale di Santa Maria Assunta, che nel 1626 venne costruito l'oratorio, poi completamento ristrutturato nel 1693: al suo interno si svolgevano dibattiti consiliari. Nel corso degli anni sono stati effettuati solo restauri conservativi, che non hanno alterato la struttura dell'edificio.

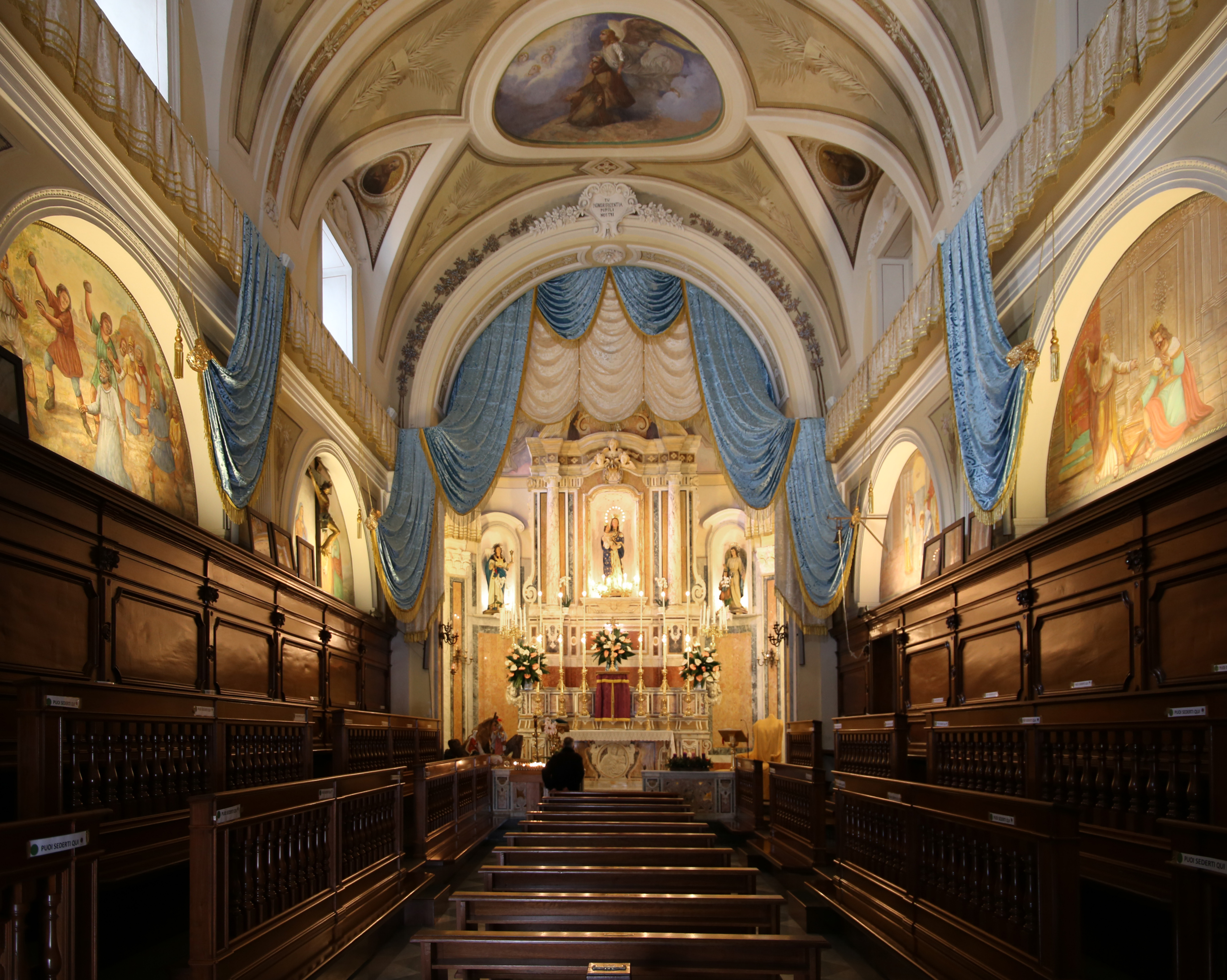
L'interno

L'ingresso è preceduto da una scalinata in marmo: un primo portale, costituito da due colonne con architrave, la quale regge un timpano dov'è inserito un'epigrafe in marmo con il nome della confraternita ed una nicchia con la statua della Madonna, oltre ad una piccola cella campanaria, sormontata da una croce in ferro, dà accesso ad un cortile scoperto; su di esso, a sua volta, si affaccia la chiesa: la facciata non presenta particolari elementi architettonici decorativi, se non il portale d'ingresso ed un finestrone. Internamente la chiesa è a navata unica, con volta a botte, divisa in tra scomparti adornata con affreschi, mentre nella controfacciata è stata ricavata la cantoria. Lungo le pareti, oltre ai finestroni, nella lunette sono affrescate scene dell'Antico e del Nuovo Testamento, mentre alla base è posto un coro ligneo con duplice fila di sedute, protetto da parapetto e balaustra, intervallato da gradini: su una mensola del coro è posta una tela raffigurante il Cuore di Gesù del 1787, attribuita a Giacinto Diano. L'altare maggiore, realizzato nel XVIII secolo con marmi policromi, presenta alla base un paliotto, proveniente da un monumento funebre precedentemente ubicato nel castello Aragonese, ritraente la Madonna del Melograno, mentre nella parte superiore, in una nicchia, è posta la statua della Madonna di Costantinopoli, risalente al XVIII secolo ed incoronata dal Capitolo Vaticano, il 25 agosto 1794, dopo la richiesta del vescovo Sebastiano de Rosa, inoltrata nel 1787; ai lati, in due nicchie, trovano sede due statue. All'interno della sacrestia sono conservati due dipinti raffiguranti Sant'Anna e Vergine bambina e la Visione di San Francesco Saverio.